# De Hamse Molen
De Hamse molen, in de volksmond ook wel De Ster genoemd, is een maalvaardige standerdmolen in de Noord-Brabantse plaats Wanroij, die werd gebouwd van 1810 tot 1811. Na een restauratie in 1950 werd ze verwaarloosd en stortte de molen in 1974 in elkaar, waarna ze in 1977 werd herbouwd.
De officiële naam van de molen stamt van het Hamse Veld, de oorspronkelijke naam van het terrein waarop de molen zich bevindt.
De molen heeft een houten as met een gietijzeren insteekkop.
ud De Hamse molen heeft twee maalkoppels: één koppel 17der kunststenen in de achtermolen en één koppel 14der blauwe stenen in de voormolen. De molen heeft een gevlucht van 26,40 meter en is uitgerust met van Bussel stroomlijnneuzen. De vang is een Vlaamse vang.